# TV-prisen
TV-prisen är ett norskt mediepris som delas ut till en TV-personlighet. Det delas ut av Riksmålforbundet till personer som använder språket på ett enastående vis i TV. Från 1960 delades organisationens pris Lytterprisen ut till antingen en radoprofil eller en TV-profil. Från och med 2003 instiftades TV-prisen, som delas ut till TV-personligheter och Lytterprisen delas endast ut till radiopersonligheter. Priserna delas ut i ett gemensamt evenemang med organisationens pris till skrivande journalister, Gullpennen.

## Vinnare
- 2003 – Trond-Viggo Torgersen.
- 2004 – Anne Sandvik Lindmo.
- 2005 – Petter Schjerven.
- 2006 – Einar Lunde.
- 2007 – Anne Grosvold.
- 2008 – Noman Mubashir.
- 2009 – Stian Barsnes-Simonsen.
- 2010 – Nadia Hasnaoui.
- 2011 – Knut Nærum.
- 2012 – Vår Staude.
- 2013 – Davy Wathne.
- 2014 – Team Bachstad.
- 2015 – Line Andersen.
- 2016 – Yama Wolasmal.
- 2017 – Hans Olav Brenner.
- 2018 – Nina Owing[3]
- 2019 – Tonje Steinsland.
- 2020 – Torstein Bae[4]
- 2021 – Rima Iraki[5]
- 2022 – Sturla Dyregrov[6]

### Fotnoter
1. ↑  Hagen, Angelica (6 april 2017). ”Fredrik Solvang får Riksmålsforbundets Lytterpris” (på norska). journalisten.no. https://journalisten.no/riksmalsforbundet-mediepriser-fredrik-solvang/fredrik-solvang-far-riksmalsforbundets-lytterpris/282470. Läst 25 november 2019.
2. ↑  ”Medieprisene” (på norskt bokmål). Riksmålsforbundet. https://www.riksmalsforbundet.no/sprakpriser/medieprisene/. Läst 25 november 2019.
3. ↑  ”TV-prisen og Lytterprisen - Riksmålsforbundet” (på norskt bokmål). Riksmålsforbundet. https://www.riksmalsforbundet.no/sprakpriser/medieprisene/tv-prisen-og-lytterprisen/. Läst 9 oktober 2018.
4. ↑  ”Endelig fikk de sine språkpriser”. riksmalsforbundet.no. 13 oktober 2010. https://www.riksmalsforbundet.no/endelig-fikk-de-sine-sprakpriser/. Läst 13 maj 2021.
5. ↑  ”TV-pris til NRK-programleder Rima Iraki”. kampanje.com. 7 april 2021. https://kampanje.com/medier/2021/04/tv-pris-til-nrk-programleder-rima-iraki/. Läst 13 maj 2021.
6. ↑  ”TV-prisen og Lytterprisen” (på norskt bokmål). Riksmålsforbundet. https://www.riksmalsforbundet.no/sprakpriser/medieprisene/tv-prisen-og-lytterprisen/. Läst 22 december 2022.